# Paradigma (geslacht)
Paradigma is een geslacht van vlinders van de familie uilen (Noctuidae), uit de onderfamilie Noctuinae.

## Soorten
- P. mamalapi Krüger, 2005
- P. pectinicorne Krüger, 2005